# Mickey, il était deux fois Noël
Pour plus de détails, voir Fiche technique et Distribution.
Mickey, il était deux fois Noël (Mickey's Twice Upon a Christmas), est un long-métrage d'animation de Noël en images de synthèse, produit par les studios Disney. Sorti en 2004 directement en vidéo, il est la suite de Mickey, il était une fois Noël (1999).

## Synopsis
Le narrateur raconte chaque histoire de Noël sur un livre pop-up.

### Minnie et Daisy, amies pour la vie?
Minnie et Daisy son en compétition dans un concours de patinage artistique. Les filles sont chacune rejointes par leurs petits copains respectifs, Mickey et Donald, alors qu'elles se préparent à patiner. Daisy devient envieuse devant la réaction de la foule pour Minnie et tente de lui voler la vedette. Minnie effectue plusieurs cascades téméraires pour retrouver les projecteurs pendant que Daisy convoque les Hippopotames (de Fantasia), qui deviennent ses patineurs de secours tandis que sa rivale fait la même chose avec les alligators (également dans Fantasia). Enragée, Daisy et Minnie se disputent et se bousculent, se mettant mutuellement en danger, puis essaient de faire des cascades dramatiques pour attirer l'attention de la foule alors que Mickey et Donald regardent avec inquiétude. Lorsque Minnie glisse accidentellement sur une cloche tombée en atterrissant d'une cascade les yeux bandés, Daisy aide Minnie tout en se sentant désolée pour ses actions égoïstes. Minnie ressent la même chose, et ils interprètent une grande finale ; cette fois en travaillant ensemble en équipe.

### Un Noël Impossible
Riri, Fifi et Loulou sont dans le manoir de l'oncle Picsou à Donaldville pour le réveillon de Noël avec Donald et Daisy. Après avoir tous manger les cookies au dîner, Picsou les avertit de ne pas faire les mêmes erreurs que lui lorsqu'il était jeune. Les garçons pense qu’il sont sur la liste des méchants à coup sûr, alors ils se rendent au pôle Nord pour inscrire leurs noms sur la bonne liste du père Noël. À l'atelier du père Noël, le trio cause plus de problèmes en sabotant l’atelier des lutins en voulant récupérer la clé de la pièce de la liste des enfants sages, les triplés se rend compte de leurs erreurs et ils décident de réparer leurs erreurs en aidant les lutins. Avant de partir, ils ont l'occasion de se rendre dans la salle de la liste pour ajouter un nom. Une fois leur mission accomplie, ils rentrent chez eux. Le jour de Noël, ils trouvent un seul cadeau pour Picsou révélant qu’il ont ajouté son nom à la place de la leurs, mais le père Noël leur à quand même offert des cadeaux et il explique dans une note qui explique que leurs actions l’a convaincu de mettre leurs noms sur sa liste.

### Le Noël de Max
Max, jeune adulte, s’apprête à célèbrer les fêtes de fin d'année chez son père Dingo avec sa petite amie Mona mais Max n’est pas à l’aise à l’idée de présenter Mona à son père. Max est d'abord gêné par son père, par rapport à sa voiture, aux nombreuses lumières de Noël sur la maison, quand il montre à Mona des photos de lui quand il était de bébé où lorsqu’il essuie du cacao sur son visage. En errant à l'extérieur, il remarque que son écharpe est fabriquée par Dingo et se rend compte que même si Dingo peut se montrer maladroite, il l'aime malgré tout. Max oublie alors d'être gêné et décide de se joindre à eux lorsque la machine à faire du maïs soufflé se détraque. Max essaie d'arrêter la machine, mais du pop-corn se remplit dans ses vêtements jusqu'à ce qu'il lâche prise. Il devient gêné après avoir fait gonfler ses vêtements devant Mona et traverse la pièce, mais elle l'apprécie. Dingo essaie de l'arrêter ensuite, mais il est balancé dans les airs par la machine. Max, Dingo et Mona sont tous poussés par le pop-corn à travers la cheminée et sur le toit. Après cela, Mona révèle alors avoir les mêmes dents que Dingo et Max ; ils rient tous et font des anges sur le pop-corn sur le toit.

### Le satané Noël de Mickey
Donald aimerait fêter Noël en paix et dans la tranquillité. En sortant de l’épicerie, Donald s’apprête à rentrer chez lui mais il vient de rater son bus. Il court pour le rattraper mais il est ralenti par une série de sympathisants qui chantent « Nous vous souhaitons un joyeux Noël ». Donald devient de plus en plus agacé par les gens qui chantent cette chanson. À la maison, il est ennuyé d'entendre les mêmes chants de Noël sur sa radio et Daisy et Riri, Fifi et Loulou arrivent, Donald s'énerve lorsqu’ils insistent pour qu’il vienne avec eux, mais Daisy le traîne de toute façon. Au centre commercial, Donald s’achète une tasse de chocolat chaud et entend divers objets qui semblent jouer le même chant de Noël, ce qui l'énerve encore plus ; Donald pense qu'il a trouvé un endroit silencieux dans une pièce secrète, mais il découvre des animatroniques qui chantent. Donald les détruit immédiatement jusqu'à ce qu'il remarque qu'il détruit le spectacle que Daisy et ses neveux, ainsi que la foule essayaient de voir ; Riri brise le cœur de Donald en disant qu’il n'est pas son oncle pour éviter d'avoir des ennuis avec le public. Daisy est d'accord et part avec les garçons. Après avoir été expulsé du centre commercial par le gardien du centre commercial pour son manque d'esprit de Noël et la destruction du spectacle, Donald rentre seul à la maison tout en se sentant coupable de son manque d'esprit de Noël. Il trouve des chanteurs de Noël qui ont du mal à chanter « Nous vous souhaitons un joyeux Noël », ce qui le pousse à encadrer les interprètes dans le chant. Lorsque Daisy et ses neveux arrivent, Donald s'excuse auprès d’eux, puis rejoint les habitants de la ville réunis autour d'un sapin de Noël en chantent joyeusement la chanson.

### Mickey's Dog-Gone Christmas
Alors que Mickey s’apprête à décorer sa maison pour le réveillon de Noël avec ses amis, son chien Pluto ne cesse de l’interrompre. Lorsque Pluto essaye de mettre l'étoile sur le sapin, il détruit accidentellement toutes les décorations, en particulier en abattant le sapin, puis un Mickey en colère gronde Pluto et l'envoie à sa niche comme punition. Se sentant comme s'il était rejeté par son maître, Pluto décide de s'enfuir de chez lui, puis se retrouve expédié dans un train vers le pôle Nord, où les rennes du père Noël l'adoptent et le renomment en "Joyeux". De retour à la maison, Mickey redécore la maison et, ayant honte de la façon dont il a perdu son sang-froid contre Pluto, tente de se réconcilier avec lui, mais il s’aperçoit qu’il à disparu quand il voit son collier couché sur le sol de sa niche. Mickey publie plusieurs affiches de « chien perdu » et se tourne finalement vers le père Noël d'un magasin, qui s'avère être le vrai. Pendant ce temps, Pluto a le mal du pays et Mickey comme à lui manquer. Voyant ça, le père Noël et le renne décident de ramener Pluto chez lui. Alors que les amis de Mickey arrivent sur un chasse-neige qu'ils ont utilisé pour aider à trouver Pluto, il complète les décorations du sapin de Noël et tout le monde célèbre le retour de Pluto, même Donald et Daisy, qui venaient de se présenter avec Riri, Fifi et Loulou, Oncle Picsou, Max, Dingo et Minnie Mouse.

### Finale
Le film se conclut par tous les personnages principaux des cinq histoires réunies chez Mickey pour chanter « Nous vous souhaitons un joyeux Noël ».

## Fiche technique
- Titre original : Mickey's Twice Upon a Christmas
- Titre français : Mickey, il était deux fois Noël
- Réalisation : Matthew O'Callaghan et Theresa Cullen
- Scénario : Chad Fiveash, Carole Holliday, Peggy Holmes...
- Musique : Howard Shore
- Production : Pam Marsden, Al Shier
- Société de production : Walt Disney Pictures, DisneyToon Studios
- Société de distribution : Buena Vista Home Entertainment
- Pays d'origine :  États-Unis
- Langue originale : anglais
- Format : couleurs - digital - 1,78:1 - son Dolby stéréo
- Durée : 68 minutes
- Dates de sortie :
  - États-Unis : 9 novembre 2004
  - France : 26 novembre 2004

## Distribution

### Voix originales
- Wayne Allwine : Mickey Mouse
- Tony Anselmo : Donald Duck
- Bill Farmer : Dingo / Pluto
- Russi Taylor : Minnie Mouse / Riri, Fifi et Loulou
- Tress MacNeille : Daisy Duck
- Alan Young : Balthazar Picsou
- Jason Marsden : Max Goof
- Jim Cummings : Blitzen
- Jeff Bennett : Donner
- Chuck McCann : Père Noël
- Clive Revill : le narrateur

### Voix françaises
- Laurent Pasquier : Mickey Mouse
- Sylvain Caruso : Donald Duck
- Gérard Rinaldi : Dingo
- Marie-Charlotte Leclaire : Minnie Mouse
- Martine Regnier : Riri, Fifi et Loulou
- Sybille Tureau : Daisy Duck
- Pierre Baton : Balthazar Picsou
- Christophe Lemoine : Max Goof
- Jean-Luc Kayser : Blitzen
- Alexandre Gillet : Donner
- Saïd Amadis : Père Noël
- Vincent Grass : le narrateur
- Evelyne Grandjean : Lutin en bois de la fabrique du Père Noël
- Emmanuel Dahl : Chanteur (« Fais-moi briller »)

Version française
Studio de doublage : Dubbing Brothers ; adaptation des dialogues : Gérard Rinaldi ; direction artistique : Sophie Deschaumes, direction des chansons : Georges Costa.

### Voix québécoises
- Daniel Picard : Mickey Mouse
- Daniel Lesourd : Donald Duck
- Pierre Verville : Dingo
- Geneviève Néron : Minnie Mouse
- Claudia-Laurie Corbeil : Riri, Fifi et Loulou
- Aline Pinsonneault : Daisy Duck
- Sébastien Dhavernas : Balthazar Picsou
- Martin Watier : Max Goof
- Hubert Gagnon : le père Noël
- Pierre Chagnon : Fougueux (Blitzen)
- Gilbert Lachance : Tonnerre (Donner)
- Yves Massicotte : le narrateur
- Pierre Bédard : Soliste
- Catherine Léveillé, José Paradis et Linda Mailho : chœur

 Source et légende : version québécoise (VQ) sur Doublage.qc.ca

## Autour du film
- Les personnages historiques de Disney n'avaient pas fait l'objet de doublage québécois depuis Qui veut la peau de Roger Rabbit en 1988, même si seul Daniel Lesourd a repris son rôle de Donald Duck.
- La section Un joyeux Noël est construite autour du chant de Noël traditionnel anglais We Wish You a Merry Christmas.